# Piero Tempesti
Piero Tempesti (Firenze, 11 marzo 1917 – Treviso, 28 agosto 2011) è stato un astronomo italiano.
Si è interessato in particolare di stelle variabili, nove, asteroidi e comete.

## Biografia
Nel 1947 Tempesti si è laureato in Fisica all'Università di Bologna, restandovi per insegnare Astronomia, in seguito ha lavorato all'Osservatorio di Catania, è stato direttore dell'allora Osservatorio astronomico di Collurania a Teramo, oggi divenuto Osservatorio astronomico d'Abruzzo, dal 1958 al 1975, infine ha insegnato presso l'Università La Sapienza di Roma.
È stato membro dell'Unione Astronomica Internazionale e ha partecipato ai lavori della Commissione 27 della V Sezione Stelle variabili.
Tra i primi ad utilizzare la fotometria fotoelettrica in Italia, iniziò accurate osservazioni della  Nova Cygni 1975 (che come stella variabile ha ricevuto la denominazione definitiva  V1500 Cygni), effettuate dall'Osservatorio di Teramo col rifrattore Cooke di 40 cm, lo storico strumento di Collurania, al quale fin dal 1962 aveva applicato un fotometro fotoelettrico con tubo fotomoltiplicatore collegato ad un registratore analogico a carta: il classico Speedomax.
A seguito di queste osservazioni riuscì a scoprire delle variazioni di luminosità a breve periodo (alcune ore) di questa stella Nova. La sua conclusione fu che si trattava di un sistema binario in movimento composto da una coppia di stelle ad eclissi.
Di questa sua importantissima esperienza pubblicò un lavoro dal titolo: "Cronaca di una memorabile notte di osservazione - Le fluttuazioni di luce a breve periodo della Nova Cygni 1975", sulla rivista "Astronomia" edita dall'UAI - Unione Astrofili Italiani.
La stessa rivista è citata nella sezione Pubblicazioni

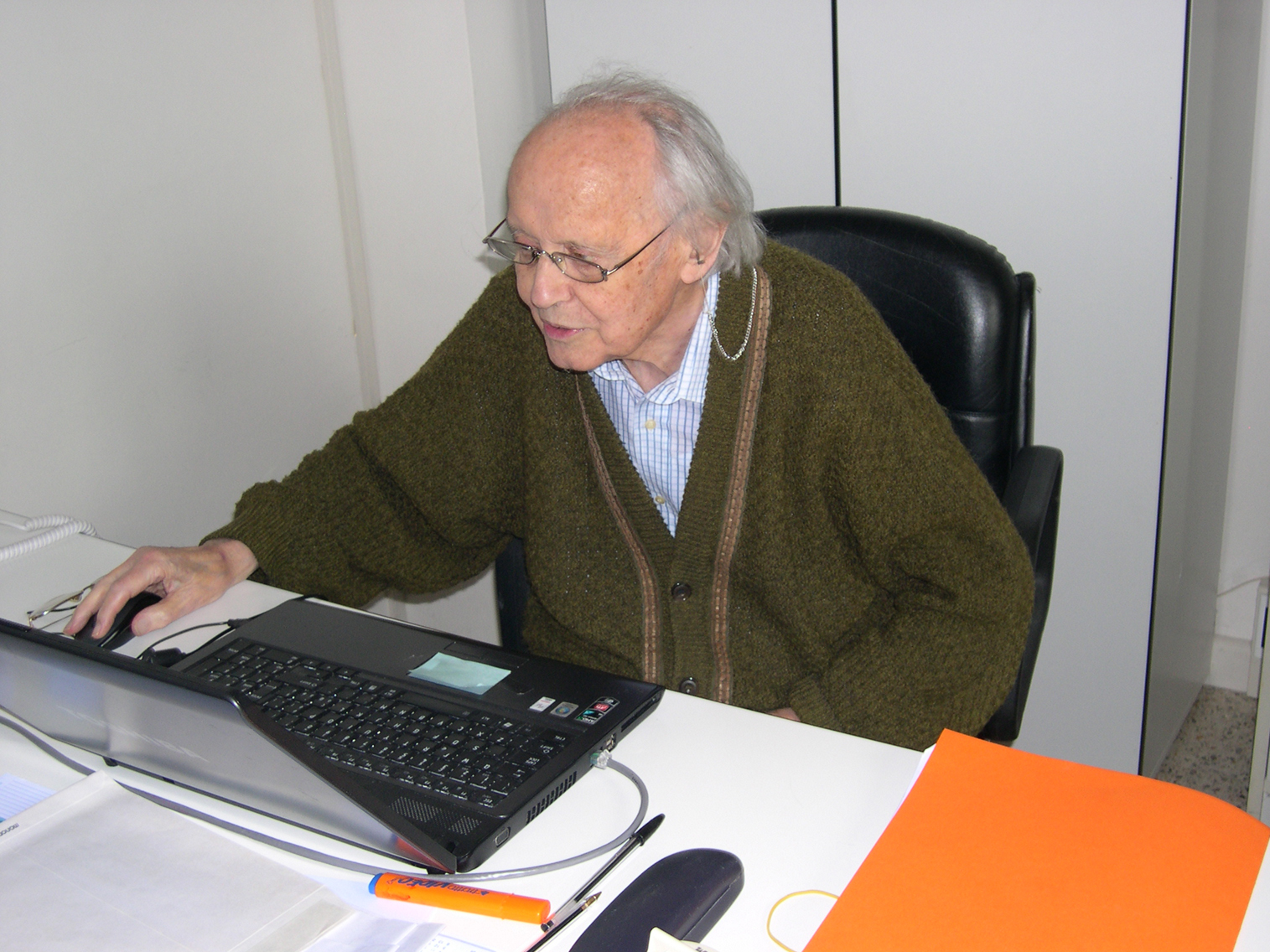
Piero Tempesti a Collurania (Teramo) poche settimane prima della sua scomparsa.

## Riconoscimenti
Nel 2000 gli è stato assegnato il Premio Lacchini.
Nel 2006 gli è stata conferita la cittadinanza onoraria di Teramo.
Gli è stato dedicato un asteroide, 288615 Tempesti .

## Pubblicazioni
Oltre ad innumerevoli articoli pubblicati su riviste scientifiche e didattiche, ha partecipato alla stesura di numerose opere. Ha scritto vari libri tra i quali:
"I segreti delle comete" (1984, ed. Curcio), "Le stelle doppie" (1989,
pubblicato a cura del Gruppo Astrofili G.B. Lacchini), "Pulsar" (1997, ed. Biroma), "Grandezze radiometriche e fotometriche" (2004, a cura dell'UAI), "Le aberrazioni ottiche" (2005, ed. Libreria Progetto), e "Il calendario e l'orologio" (2006, ed. Gremese).
- Storia della Misura dell’Unità Astronomica - Rivista ASTRONOMIA n.6 - Novembre 2008 - Ed. UAI
- Cronaca di una memorabile notte di osservazione - Le fluttuazioni di luce a breve periodo della Nova Cygni 1975 - Rivista ASTRONOMIA n. 5 - Settembre - Ottobre 2007 - Ed. UAI